# La jeunesse s'amuse
Pour plus de détails, voir Fiche technique et Distribution.
La jeunesse s'amuse (Best Foot Forward) est un film américain en Technicolor réalisé par Edward Buzzell, sorti en 1943.

## Synopsis
Bud Hooper, jeune cadet d'une école militaire, envoie une invitation au bal de fin d’année à la star de cinéma Lucille Ball (dans son propre rôle), dont il est grand fan, persuadé qu'il ne recevra aucune réponse. Mais l'agent de la star pense que ce serait là un superbe coup publicitaire pour la carrière de Lucille Ball ; aussi accepte-t-elle d'assister au bal et en avise Bud. Paniqué, celui-ci dit à sa petite amie Helen - qui aurait dû être sa partenaire au bal - qu'il est soufrant et ne peut se déplacer. Bud accueille Lucille Ball à son arrivée à la gare. Il lui explique la situation et lui demande si elle accepterait de se faire passer pour Helen au bal.

## Fiche technique
- Titre original : Best Foot Forward
- Titre français : La jeunesse s'amuse[1]
- Réalisation : Edward Buzzell
- Scénario : Irving Brecher (en), Fred F. Finklehoffe (en)et Dorothy Kingsley
- Direction artistique : Cedric Gibbons
- Photographie : Leonard Smith
- Montage : Blanche Sewell
- Musique : Lennie Hayton
- Société de production : Metro-Goldwyn-Mayer
- Pays d'origine :  États-Unis
- Format : couleur (Technicolor) — 35 mm — 1,37:1 — son Mono (Western Electric Sound System)
- Genre : comédie musicale
- Durée : 94 minutes
- Date de sortie :
  - États-Unis : 8 octobre 1943
  - France : 25 janvier 1946

## Distribution
- Lucille Ball : Elle-même
- William Gaxton : Jack O'Riley
- Virginia Weidler : Helen Schlesinger
- Tommy Dix : Bud Hooper
- Nancy Walker : Nancy - Blind Date
- June Allyson : Ethel
- Kenny Bowers : Dutch Miller
- Gloria DeHaven : Minerva
- Jack Jordan : Hunk
- Beverly Tyler : Miss Delaware Water Gap
- Chill Wills : Chester Short
- Henry O'Neill : Maj. Reeber
- Sara Haden : Miss Talbert
- Donald MacBride : Capt. Bradd
- Morris Ankrum : Col. Harkrider
- Nana Bryant : Mrs. Dalrymple
- Harry James : lui-même